# روزانژلا بالبو
روزانژلا بالبو (انگلیسی: Rosángela Balbó؛ ۱۶ آوریل ۱۹۴۱ – ۳ نوامبر ۲۰۱۱) بازیگر اهل پادشاهی ایتالیا بود.